# Харью (историческая область)
Ха́рью (эст. Harju, лат. Harria, нем. Harrien) — одна из восьми исторических областей (маакондов) на севере современной Эстонии.

## География
В первой половине XIII века исторический район Харью включал в себя бо́льшую часть современного уезда Рапламаа и юго-восточную часть нынешнего Харьюмаа. Его площадь составляла около 1200 гаков пахотных земель. 
Харью состоял из трёх приходов (на старорусском языке — килегундов (им. пад. килегунд)): один — в окрестностях поселений Варбола (эст. Varbola, в русских источниках — Варболе) и Кеава, другой — вокруг городища Лоху Яанилинн (эст. Lohu Jaanilinn), третий — на территории более позднего церковного прихода Козе. В местечке Райккюла (эст. Raikküla, в 1469 году упоминается как нем. Raiküll, на старорусском — Ругеле) находилось место, где проходили совещания эстов со всех их исторических земель.

## История
Первое письменное упоминание Харью находится в «Хронике Ливонии» Генриха Латвийского, относящейся к началу XIII века.
В 1241 году эта область упоминается на латинском языке как Harriæn, Hæriæ  и Haria. 
Другие упоминания Харью:
- 1720 год — Harjo Ma;
- 1732 год — Harjo-ma, Harjo-riik;
- 1849 год — Harjo makond;
- 1854 год — Harjo-makond.

Старинные русские названия: Гарриен (старорус. Гарріенъ) и Гаррия (старорус. Гаррiя).
В 1219–1220 годах Харью был завоёван датчанами, в 1227–1237 годах находился во владении Ордена меченосцев, в 1237—1238 годах — во владении Ливонского ордена, а в 1238 году Харьюмаа был возвращён Дании согласно Стенсбискому договору. В первой половине XIII века были образованы приходы Хагери, Юуру и Козе, а также, вероятно, в том же веке — приход Рапла. Не позднее середины XIII века к Харью была присоединена историческая область Ревала.